# Club de Vela de Espergærde
El Club de Vela de Espergærde (Espergærde Sejlklub en Idioma danés y oficialmente) es un club náutico ubicado en Espergærde, en la isla de Selandia (Dinamarca).

## Historia
Fue fundado el 9 de julio de 1943.

## Regatas
Ha organizado los siguientes campeonatos mundiales y continentales de la clase Snipe:
- Campeonato de Europa (1980)
- Campeonato del Mundo (2011)
- Campeonato del Mundo Juvenil (2011)